# آرثر هاردن
آرثر هاردن (Arthur Harden) هو عالم كيمياء حيوية بريطاني. ولد في 12 أكتوبر 1865 بمانشستر وتوفي في 17 جوان 1940. درس في مدرسة خاصة ومن ثم في معهد توتنهال وبعده في جامعة مانشستر حيث تخرج سنة 1885. في سنة 1886 تحصل على منحة دالتون الدراسية لدراسة الكيمياء وعمل لمدة سنة لدى اوتو فيشر. عاد إلى مانشستر حيث عمل محاضرا في جامعتها حتى سنة 1897 وعمل بعدها ككيميائي في المعهد البريطاني للطب الوقائي. في سنة 1907 عين مديرا لقسم الكيمياء الحيوية وبقي فيه حتى تقاعده سنة 1930 ولكنه واصل أبحاثه العلمية بعد تقاعده.
تقاسم جائزة نوبل في الكيمياء مع هانس فون أولر شلبين لأبحاثهما حول تخمر السكر وإنزيم التخمر.

## روابط خارجية
- آرثر هاردن على موقع الموسوعة البريطانية (الإنجليزية)
- آرثر هاردن على موقع إن إن دي بي (الإنجليزية)